# Argentijnse slobeend
De Argentijnse slobeend (Spatula platalea synoniem: Anas platalea) is een vogel uit de familie Anatidae. De wetenschappelijke naam van de soort is voor het eerst geldig gepubliceerd in 1816 door Vieillot.

## Voorkomen
De soort komt  voor in het zuiden van Zuid-Amerika, met name van centraal Chili en zuidelijk Brazilië tot Vuurland en zuidelijk Peru.

## Beschermingsstatus
Op de Rode Lijst van de IUCN heeft de soort de status niet bedreigd.

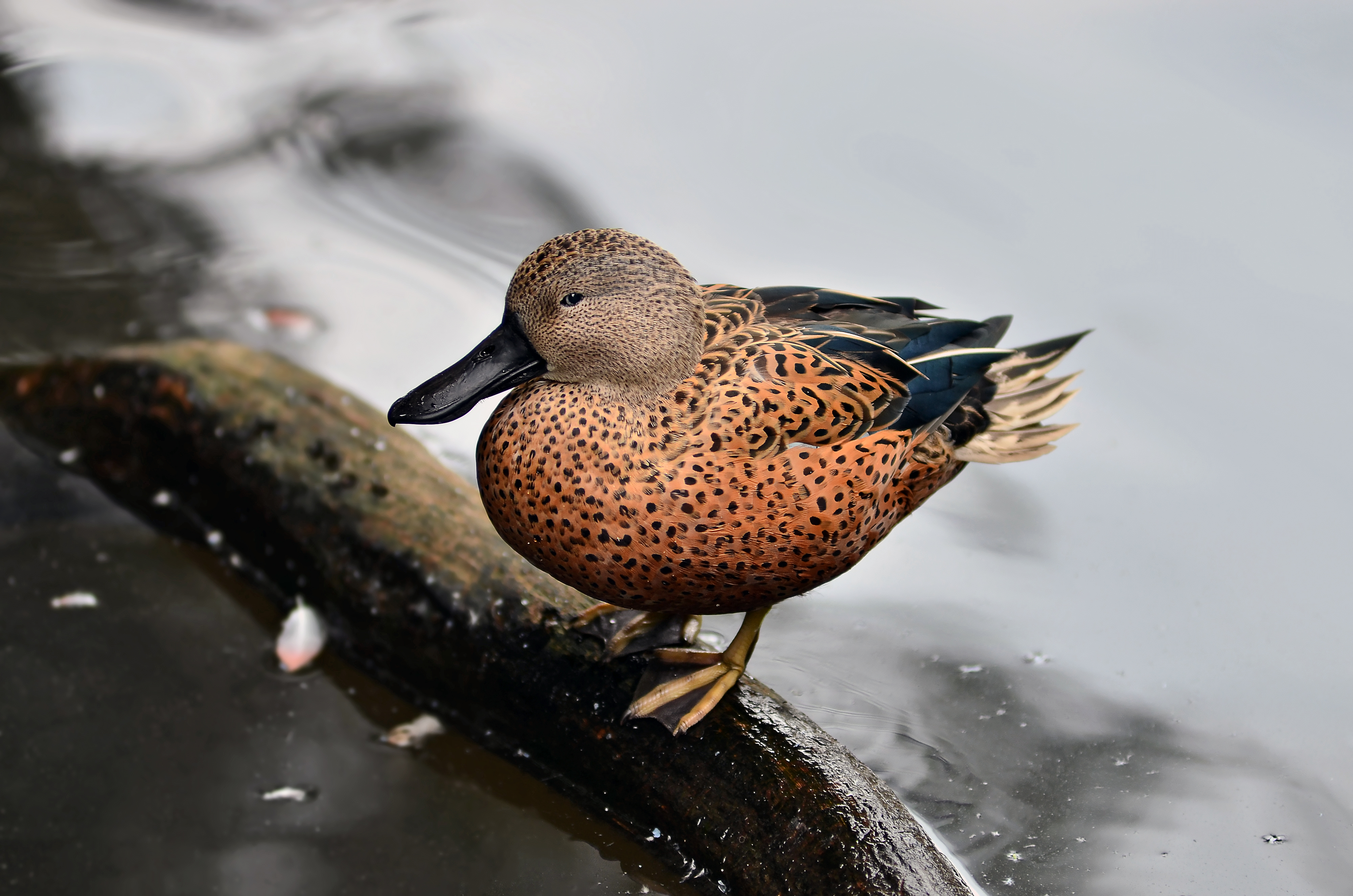
Een Argentijnse slobeend in het Bird Park Weltvogelpark Walsrode, Duitsland